# Pray Away
Pray Away (engl. für „Wegbeten“) ist ein Dokumentarfilm von Kristine Stolakis, der Teilnehmern des Tribeca Film Festivals ab 15. April 2020 online erstmals zur Verfügung gestellt wurde. Der Film hat die Konversionstherapie-Programme der religiösen Rechten in den Vereinigten Staaten zum Thema. Im Film äußern sich Betroffene, die ein solches Programm durchlaufen haben, über den Schaden, der ihnen selbst und unzähligen jungen Menschen der LGBTQ-Community zugefügt wurde.

## Inhalt
Julie Rodgers ist nur eine der vielen Homosexuellen, die eine Konversionstherapie durchlaufen haben. Sie war als junge Frau sogar zu einer Anführerin der christlichen „Exodus-International“-Bewegung geworden, die mehr als drei Jahrzehnte lang daran gearbeitet hatte, jeglichen Wunsch nach dem „homosexuellen Lebensstil“ ihrer Anhänger zu unterdrücken. Rodgers beschreibt, wie man ihr in dieser Zeit einen Selbsthass verinnerlichte, und wie sie als 16-Jährige glaubte, sie sei böse/schlecht.
John Paulk, der ehemalige Präsident des Vorstandes von Exodus International, lebt jetzt mit seinem Partner in Portland, Oregon und gibt zu, dass er wegen seines Glaubens immer wieder gelogen habe, kein Verlangen mehr nach Männern verspürt zu haben. Paulk war mit seiner Frau Anne auf dem Cover von Newsweek als das berühmteste „ehemals homosexuelle“ Paar der Welt zu sehen, was sie zu den Gesichtern der Bekehrungsbewegung gemacht hatte. 
Randy Thomas und Cantu Schneider mussten, nachdem sie das Konversionsprogramm durchlaufen hatten, ihre Beziehungen zur LGBTQ-Community erst wiederherstellen.

## Konversionstherapie
Nachdem die American Psychiatric Association im Jahr 1973 Homosexualität aus dem Handbuch psychischer Störungen entfernt hatte, gab das medizinische Establishment diese Praktiken weitgehend auf. Dennoch wurden die Bemühungen, Homosexuelle zu konvertieren, fortgesetzt, überwiegend von weniger angesehenen Beratern und religiösen Organisationen. Ihre Methoden neigen dazu, sich auf eine Gesprächstherapie zu konzentrieren, aber einige wenden auch Behandlungen an, die eine Abneigung bewirken sollen, auf körperliche Folter hinauslaufen, einschließlich des Auslösens von Übelkeit und Erbrechen, des Einsatzes von Elektroschocks und Eisbädern, aber auch von Fotos oder Videos. Neil J. Young von der Huffington Post verweist in diesem Zusammenhang auf eine Studie, die Anfang 2018 vom Williams Institute der UCLA veröffentlicht wurde, nach der etwa 700.000 Erwachsene in den USA irgendwann in ihrem Leben eine „Konversionstherapie“ durchlaufen haben, von denen die Hälfte diese Erfahrung als Jugendliche durchlebte.
Teilnahmen an Konversionstherapien wurden bereits in den beiden aus dem Jahr 2018 stammenden Filmen The Miseducation of Cameron Post von Desiree Akhavan und Der verlorene Sohn von Joel Edgerton thematisiert.

## Produktion

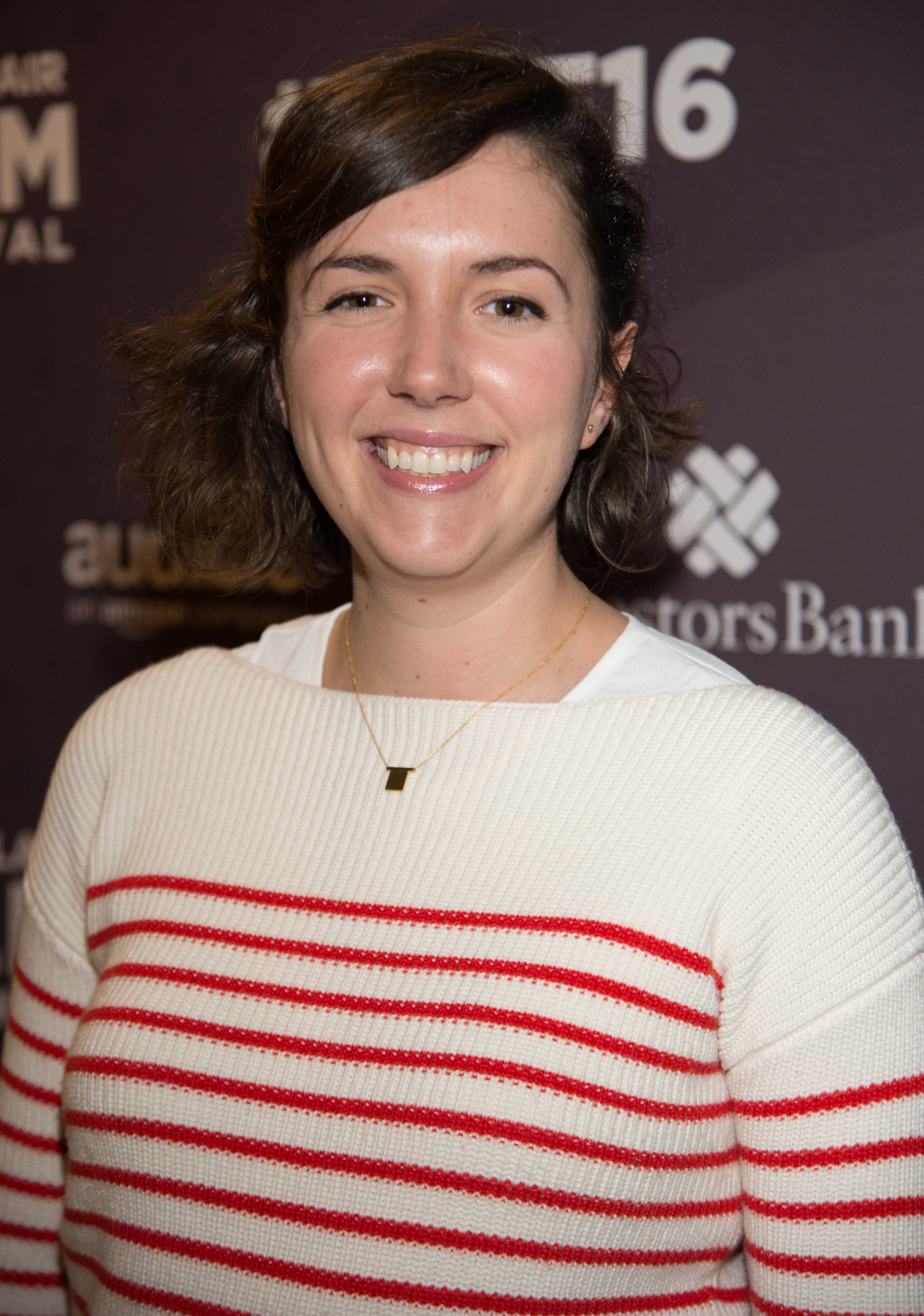
Regie führte Kristine Stolakis, hier 2016 beim Montclair Film Festival

Regie führte Kristine Stolakis. Es handelt sich nach fünf Kurzdokumentarfilmen bei Pray Away, den sie gemeinsam mit Multitude Films realisiert und der vom Catapult Film Fund des Tribeca Film Institute und von Hartley Film gefördert wurde, um Stolakis' ersten Langfilm. Stolakis und der Filmeditorin Carla Gutierrez stand eine Fülle von Archivmaterial zur Verfügung. Dazu gehören Fernsehinterviews von C-SPAN, einem US-amerikanischen Fernsehsender, der ausschließlich über die Gesetzgebung, Regierung und Verfassungsjustiz in den USA berichtet, Mitschnitte aus 60 Minutes, The Jerry Springer Show und einer Folge von Our America With Lisa Ling aus dem Jahr 2013. Zudem verwendeten sie umfangreiches Videomaterial aus den 1970er Jahren, das während der jährlichen Exodus-Konferenzen entstand, auf denen sich Mitgliedsgemeinden aus aller Welt versammelten.
Mitte April 2020 sollte der Film im Rahmen des Tribeca Film Festivals seine Premiere feiern. Einen Monat vor Beginn des Festivals wurde dieses aufgrund der Coronavirus-Pandemie abgesagt und auf unbestimmte Zeit verschoben. Dennoch wurden ausgewählte Filme von 15. bis 26. April 2020, dem ursprünglichen Zeitfenster des Festivals, online zur Verfügung gestellt. Zudem befand er sich auch in einer Auswahl von Filmen, die beim Telluride Film Festival gezeigt werden sollten. Am 3. August 2021 wird der Film in das Programm von Netflix aufgenommen.
Pray Away wurde von den Machern für eine Oscar-Nominierung in der Kategorie Best Documentary Feature eingereicht.

## Rezeption

### Kritiken
Bislang sind 92 Prozent der bei Rotten Tomatoes aufgeführten Kritiken positiv bei einer durchschnittlichen Bewertung von 8,4 der möglichen 10 Punkte. Auf Metacritic erhielt der Film einen Metascore von 76 von 100 möglichen Punkten.

### Auszeichnungen
Critics Choice Documentary Awards 2021
- Nominierung als Bester Debütfilm (Kristine Stolakis)[14]

Dorian Awards 2022
- Nominierung als Best LGBTQ Documentary[15]

Tribeca Film Festival 2020
- Nominierung im Documentary Competition